# Dick Van Arsdale
Richard Albert "Dick" Van Arsdale (Indianápolis, 22 de febrero de 1943-Phoenix, 16 de diciembre de 2024) fue un jugador de baloncesto estadounidense que disputó doce temporadas en la NBA. Con 1,93 metros de altura, jugaba en la posición de escolta. Es hermano gemelo idéntico de Tom Van Arsdale, otro exjugador profesional de baloncesto. En 1987 fue nombrado vicepresidente de los Phoenix Suns. Ejerció el cargo de vicepresidente de jugadores del mismo equipo.

## Trayectoria deportiva

### Universidad
Jugó durante 4 temporadas con los Hoosiers de la Universidad de Indiana, donde fue elegido All-American e incluido en una ocasión en el mejor quinteto de la Big Ten Conference. En el total de su carrera colegial promedió 17,2 puntos y 10 rebotes por partido. Fue incluido en el Salón de la Fama del Estado de Indiana.

#### Estadísticas
| Año     | Equipo  | PJ | TC%  | TL%  | RPP  | PPP  |
| ------- | ------- | -- | ---- | ---- | ---- | ---- |
| 1962–63 | Indiana | 24 | .422 | .718 | 8.9  | 12.2 |
| 1963–64 | Indiana | 24 | .449 | .803 | 12.4 | 22.3 |
| 1964–65 | Indiana | 24 | .446 | .852 | 8.7  | 17.2 |
| Total   | Total   | 72 | .442 | .793 | 10.0 | 17.2 |

### Profesional
Fue elegido en la decimotercera posición del Draft de la NBA de 1965 por New York Knicks, justo por delante de su hermano Tom, que fue elegido por los Pistons. Comenzó a mostras sus cualidades en su primera temporada, promediando 12,3 puntos, 4,8 rebotes y 2,3 asistencias por partido, lo que le hizo merecedor de ser incluido en el Mejor quinteto de rookies de la NBA. Jugó dos temporadas más en la Gran Manzana a un buen nivel, sin embargo fue incluido entre los jugadores elegibles en el draft de expansión de 1968, siendo elegido por la nueva franquicia de los Phoenix Suns.
Titular indiscutible desde el primer momento, figuró siempre entre los máximos anotadores del equipo, promediando más de 21 puntos en sus tres primeras temporadas. Durante su estancia en Arizona fue elegido en tres ocasiones para disputar el All-Star Game, siendo incluido en la temporada 1973-74 en el segundo mejor quinteto defensivo de la liga. Permaneció con los Suns durante 9 temporadas, retirándose al finalizar la temporada 1976-77 con 33 años. En el total de su carrera promedió 16,4 puntos, 4,1 rebotes y 3,3 asistencias por partido.
Su camiseta con el número 5 fue retirada por los Suns como homenaje a su carrera.

### Entrenador
En 1987, tras ser despedido John MacLeod como entrenador de los Suns, se hizo cargo del equipo hasta final de temporada, ganando 14 de los 26 partidos que dirigió.

## Estadísticas de su carrera en la NBA

### Temporada regular
| Año      | Equipo   | PJ  | PT  | MPP  | %TC  | %TL  | RPP | APP | ROB | TPP | PPP  |
| -------- | -------- | --- | --- | ---- | ---- | ---- | --- | --- | --- | --- | ---- |
| 1965-66  | New York | 79  | 69  | 29.0 | .428 | .715 | 4.8 | 2.3 |     |     | 12.3 |
| 1966-67  | New York | 79  | 79  | 36.6 | .449 | .729 | 7.0 | 3.1 |     |     | 15.1 |
| 1967-68  | New York | 78  | 50  | 30.1 | .436 | .670 | 5.4 | 2.9 |     |     | 11.0 |
| 1968-69  | Phoenix  | 80  |     | 42.4 | .442 | .705 | 6.9 | 4.8 |     |     | 21.0 |
| 1969-70  | Phoenix  | 77  |     | 38.5 | .508 | .798 | 3.4 | 4.4 |     |     | 21.3 |
| 1970-71  | Phoenix  | 81  |     | 39.0 | .452 | .811 | 3.9 | 4.1 |     |     | 21.9 |
| 1971-72  | Phoenix  | 82  |     | 37.8 | .463 | .845 | 4.1 | 3.6 |     |     | 19.7 |
| 1972-73  | Phoenix  | 81  |     | 36.8 | .476 | .859 | 4.0 | 3.3 |     |     | 18.4 |
| 1973-74  | Phoenix  | 78  |     | 36.3 | .500 | .853 | 2.8 | 4.2 | 1.2 | .2  | 17.8 |
| 1974-75  | Phoenix  | 70  |     | 34.6 | .470 | .832 | 2.7 | 2.8 | 1.2 | .2  | 16.1 |
| 1975-76  | Phoenix  | 58  |     | 32.2 | .484 | .830 | 2.4 | 2.4 | .9  | .2  | 12.9 |
| 1976-77  | Phoenix  | 78  |     | 19.7 | .456 | .873 | 1.5 | 1.5 | .4  | .1  | 7.7  |
| Total    | Total    | 921 | 198 | 34.5 | .464 | .790 | 4.1 | 3.3 | .9  | .2  | 16.4 |
| All-Star | All-Star | 3   | 0   | 12.7 | .500 | .000 | 2.7 | 1.7 |     |     | 5.3  |

### Playoffs
| Año   | Equipo   | PJ | MPP  | %TC  | %TL  | RPP | APP | ROB | TPP | PPP  |
| ----- | -------- | -- | ---- | ---- | ---- | --- | --- | --- | --- | ---- |
| 1967  | New York | 4  | 38.3 | .319 | .727 | 6.3 | 3.5 |     |     | 11.5 |
| 1968  | New York | 4  | 22.0 | .227 | .750 | 4.0 | 3.3 |     |     | 3.3  |
| 1970  | Phoenix  | 7  | 36.4 | .430 | .879 | 2.6 | 4.1 |     |     | 16.4 |
| 1976  | Phoenix  | 19 | 24.8 | .488 | .870 | 1.2 | 2.0 | .7  | .1  | 8.5  |
| Total | Total    | 34 | 28.5 | .422 | .838 | 2.4 | 2.8 | .7  | .1  | 9.9  |